# San Buenaventura (gemeente in Bolivia)
San Buenaventura is een gemeente (municipio) in de Boliviaanse provincie Abel Iturralde in het departement La Paz. De gemeente telt naar schatting 9.311 inwoners (2018). De hoofdplaats is San Buena Ventura.